# Phytocoris pinicola
Phytocoris pinicola är en insektsart som beskrevs av Knight 1920. Phytocoris pinicola ingår i släktet Phytocoris och familjen ängsskinnbaggar. Inga underarter finns listade i Catalogue of Life.